# Doodlebug
 (juillet 2025).
Pour plus de détails, voir Fiche technique et Distribution.
Doodlebug est un court métrage britannique de 3 minutes, dépourvu de dialogue et filmé en noir et blanc. Il a été réalisé par Christopher Nolan qui signe alors son premier film en 1997. 
Il a également été inclus dans le programme Cinema16: British Short Films, sorti en 2002

## Synopsis
Dans une petite et obscure pièce, un jeune homme armé d'une chaussure essaye désespérément de poursuivre une chose "invisible".

## Fiche technique
- Titre : Doodlebug
- Titre original : Doodlebug
- Réalisation : Christopher Nolan
- Scénario : Christopher Nolan
- Production : Christopher Nolan, Emma Thomas, Steve Street
- Société de production : UCL Film Society
- Musique : David Julyan, David Lloyd
- Décors : Christopher Nolan, Alberto Matiussi
- Costumes : Christopher Nolan, Alberto Matiussi
- Effets spéciaux : Ivan Cornell
- Photographie : Christopher Nolan
- Montage : Christopher Nolan
- Pays d'origine :  Angleterre
- Format : Noir et blanc - 1,33:1 - 35 mm
- Genre : Fantastique et thriller
- Durée : 3 minutes
- Dates de sortie : 1997 / 2002 (Cinema16: British Short Films)

## Distribution
- Jeremy Theobald : l'homme à la chaussure